# 타인의 취향
《타인의 취향》(프랑스어: Le Goût des autres)은 2000년 개봉한 프랑스의 코미디 드라마 영화이다. 아녜스 자우이가 감독을, 장피에르 바크리가 각본을 맡았다. 2001 세자르상 작품상, 2001 뤼미에르상 작품상·감독상 수상작이다.

## 줄거리
카스텔라(장 피에르 바크리)는 철강 공장 사장이다. 그는 이란인들과 사업을 하려면 영어를 배워야 한다는 말을 듣고 클라라(안 알바로)를 고용해 영어를 가르치게 한다. 그의 아내 앙젤리크(미예)는 실내 장식가로, 개를 사랑하고 시누이의 아파트를 꾸미는 중이다. 부부는 운전사 브루노(알랭 샤바)와 카스텔라의 임시 보디가드 프랑크(제라르 랑뱅)와 함께 조카가 출연하는 베레니스 연극을 보러 극장에 간다. 거기서 그는 여배우인 클라라를 본다. 한편, 프랑크와 브루노의 대화에서 프랑크가 전직 경찰관이었음을 알게 된다. 그는 파트너와 함께 잡기 힘든 범죄자를 잡기 위해 끊임없이 노력했지만, 수사는 갑자기 중단되었다. 프랑크는 마침내 부패에 지쳐 경찰을 그만두었고, 그가 존경했던 파트너는 이에 대해 한마디도 하지 않았다.
프랑크는 브루노에게 담배를 사오라고 술집으로 보낸다. 바텐더 마니(아녜스 자우이)는 브루노와 잠자리를 한 것을 기억하지만, 브루노는 그녀를 기억하지 못하는 것을 후회한다.
베레니스 공연 후, 클라라는 앙투안과 발레리를 포함한 친구들과 함께 술집에 가는데, 그들의 대화에서 그녀가 다시는 일할 수 없을까 봐 두려워한다는 것이 드러난다. 그녀는 마흔 살이기 때문이다. 약혼녀가 미국에서 인턴십을 하는 브루노는 마니와 밤을 보낸다. 마니는 부업으로 마약을 팔고 자주 손님들이 찾아온다. 프랑크는 브루노를 통해 마니를 만나게 되고 둘은 연인 관계로 발전한다.
이전에는 연극에 관심이 없고 레스토랑에서 저녁을 먹는 대신 연극을 보는 것을 꺼려했던 카스텔라는 클라라의 다른 공연에 참석하고 그녀의 보헤미안 라이프스타일에 매료된다. 그는 그녀와 친구들과 점심을 함께 하고 미술 전시회에 참석하여 작품을 구매한다. 그러나 그의 문화적 무지와 전반적인 거침은 그를 웃음거리로 만든다. 클라라의 친구들과 술집에서 그들은 헨리크 입센이 위대한 희극 작가이며, 테네시 윌리엄스와 같은 다른 극작가들도 있다고 그에게 농담한다. 클라라는 친구 마니에게 카스텔라가 둔하다고 털어놓는다.
카스텔라의 영어는 처음에는 서툴렀지만 곧 진전을 보인다. 그와 클라라는 수업 장소를 그의 사무실에서 영국식 찻집으로 옮기고, 그의 진전을 기념하기 위해 클라라에게 헌정하는 어색한 시를 쓴다. 그러나 그녀가 그의 시에 표현된 감정을 공유하지 않는다고 말하자 그는 실망한다. 어느 날 그녀는 찻집에서 기다리지만 그는 나타나지 않는다. 영화 내내 브루노는 밴드에서 연주하는 플루트를 연습한다. 나중에 그는 마니에게 미국으로 인턴십을 간 여자친구에게서 소식이 없다고 조용히 불평한다. 마침내 여자친구는 그에게 자신도 그처럼 다른 사람과 잤으며 미국에 머물고 싶다고 말한다. 마니는 이제 프랑크와 깊은 관계를 맺어 결혼까지 이야기할 정도이다. 농담으로 말하지만 말이다. 그러나 프랑크는 마니의 마약 거래에 대해 점점 더 화를 내고 불만을 표시하며, 이는 결국 그들의 관계를 끝내는 계기가 된다.
카스텔라와 앙젤리크는 서로 멀어지고 있는데, 이는 그녀가 카스텔라가 클라라의 친구에게서 산 그림을 옮겼을 때 분명해진다. 그녀는 그 그림이 마음에 들지 않고 집의 다른 부분과 어울리지 않는다고 말한다. 그는 앙젤리크의 실내 장식을 언급하며 사탕 가게에서 사는 것을 견딜 수 없다고 반박한다. 클라라는 친구들이 카스텔라를 이용하고 있다고 느끼고 그에게 말한다. 그는 그녀에게 그림을 사고 그의 공장 전면을 다시 디자인하기 위해 그녀의 친구와 함께 일하는 것은 그녀를 위해서가 아니라 그가 진정으로 그런 것들을 좋아하기 때문이라고 말한다. 프랑크의 계약은 끝났고, 브루노는 그가 감옥에 보내려 했던 부패한 정치인이 마침내 그의 전 파트너에게 붙잡혔다고 말한다. 브루노는 파트너가 결국 경찰에 남은 것이 옳았다고 생각한다고 말한다. 이로 인해 프랑크는 화해를 위해 마니의 아파트로 차를 몰고 간다. 그녀는 창문에서 그가 로비 문에 도착하는 것을 보지만, 그는 망설이다가 마침내 차를 몰고 떠난다. 클라라는 헤다 가블레르의 주연을 맡게 되고 개막식에 카스텔라를 초대한다. 밤새도록 빈 의자를 보고 초조해하던 클라라는 마지막 인사를 할 때 관중석에서 그를 보고 기뻐한다.

## 출연

### 주연
- 앤 알바로
- 장 피에르 바크리

### 조연
- 브리짓 캐틸론
- 알랭 샤바
- 아네스 자우이
- 제랄드 랑뱅
- 앤 르 니

## 기타
- 미술: 프랑수아 엠마누엘리
- 배역: 브리짓 므와동

## KBS 성우진 (2002년 9월 15일)
- 장광 - 카스텔라(장피에르 바크리)
- 손정아 - 클라라(안 알바로)
- 이정구 - 모레(제랄드 랑뱅)
- 안경진 - 마니(아녜스 자우이)
- 이재용 - 데샹(알랭 샤바)
- 유명숙 - 앙젤리크(크리스티안 밀레)
- 이향숙
- 한수경
- 이호인
- 김익태
- 박상훈
- 서문석
- 원호섭
- 이현주